# Kostopol (gmina)
Kostopol – dawna gmina wiejska istniejąca do 1939 roku w woj. wołyńskim (obecnie na Ukrainie). Siedzibą gminy był Kostopol, który nie wchodził w jej skład stanowiąc odrębną gminę miejską.
W okresie międzywojennym gmina Kostopol należała do powiatu rówieńskiego w woj. wołyńskim. 1 stycznia 1925 roku gmina weszła w skład nowo utworzonego powiatu kostopolskiego.
Według stanu z dnia 4 stycznia 1936 roku gmina składała się z 43 gromad. Po wojnie obszar gminy Kostopol wszedł w struktury administracyjne Związku Radzieckiego (rejon kostopolski).